# Peter Fleissner

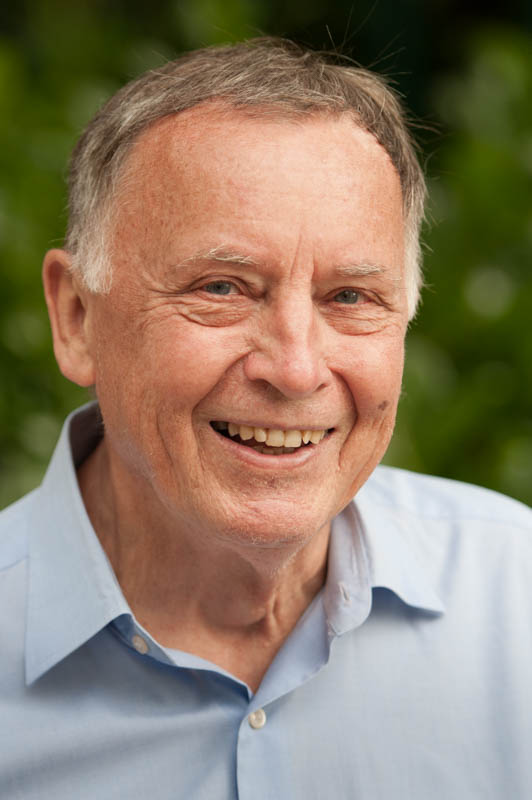
Peter Fleissner (2017)

Peter Fleissner (* 11. April 1944 in Hainburg an der Donau in Österreich) ist ein ordentlicher Universitätsprofessor für Gestaltungs- und Wirkungsforschung an der Technischen Universität Wien. Er gehört zu den Pionieren der Informationswissenschaft und befasst sich besonders mit Informatik und Gesellschaft. In seinen letzten Berufsjahren war er für die Europäische Union in Spanien und in Wien tätig.

## Leben und Wirken
Peter Karl Fleissner wurde in Hainburg an der Donau geboren. Hier besuchte er seit 1950 eine Volksschule und anschließend in Bruck an der Leitha das Bundesrealgymnasium, das er 1962 mit der Matura abschloss. Anschließend studierte er Elektronik (Nachrichtentechnik) an der Technischen Universität Wien. Den Studienabschluss als Diplom-Ingenieur (Dipl.-Ing.) erlangte er 1968 mit dem Bau eines Wettersatellitenempfängers als Diplomarbeit.
Daran schloss er von 1967 bis 1969 ein Studium am Institut für Höhere Studien (IHS) in Wien auf dem Gebiet Ökonomie an. Das IHS galt in Österreich als beste Lehrstätte für Sozialwissenschaften mit engen Verbindungen zur Wirtschafts- und Sozialpolitik. Er promovierte parallel in Mathematik mit einer Dissertation über die „Stabilität von linearen ökonometrischen Modellen“. Am IHS wurde er Leiter der Abteilung Ökonomie und lehrte Mengenlehre, Topologie und Ökonometrie.
Er wechselte dann an das Institut für sozio-ökonomische Entwicklungsforschung der Österreichischen Akademie der Wissenschaften. Hier wurde er auch zum Betriebsratsvorsitzenden der Akademie der Wissenschaften gewählt. Es folgten umfangreiche Veröffentlichungen zum Gesundheitswesen, zum technischen Fortschritt, zur Arbeitswerttheorie und zu gesellschaftlichen Alternativen. Fleissner erlangte internationale Anerkennung: Lob durch den Scientific American; ein Nobelpreisträger aus den USA erkundigte sich zu den Forschungen; es folgten Einladungen zu Vorträgen und Gastprofessuren im In- und Ausland; drei Jahre lang wurde Fleissner gebeten, seine Vorschläge für den Wirtschaftsnobelpreis nach Stockholm zu senden. 1981 habilitierte er sich auf dem Gebiet der Sozialkybernetik.
1990 wurde Peter Fleissner zum ordentlichen Professor für Gestaltungs- und Wirkungsforschung an die TU Wien, Lehrstuhl „Sozialkybernetik“ berufen. Zuvor hatte sich aber Bundespräsident Kurt Waldheim geweigert, die Ernennungsurkunde zu unterschreiben, weil zukünftige Professorenkollegen gegen Fleissner interveniert hatten. Die Nachricht seiner Zustimmung erreichte ihn in Berlin, wo er gemeinsam mit Fachkollegen der Hochschule für Ökonomie Bruno Leuschner ein dynamisches Simulationsmodell des sozio-ökonomischen Übergangs Ostdeutschlands in die Marktwirtschaft konstruierte. An der TU Wien war er für die Einführungsvorlesung „Informatik“, für die Hauptvorlesung „Datenschutz und Datensicherheit“ und ein Pflichtpraktikum zur „Folgenabschätzung von Informations- und Kommunikationstechnologien“ zuständig. Nach dem Ende seiner Zeit als Beamter auf Zeit für die Europäische Union hielt er an der TU-Wien Vorlesungen über „Informatik und Gesellschaft“, „Medien und Märkte“ und „Mathematische Modellierung“.

## Forschungen
Die Forschungsarbeiten von Fleissner waren auf ein längerfristiges Forschungsprojekt zum „Informationsbegriff“ ausgerichtet, wobei es Fleissner auch darum ging, die Kluft zwischen Natur- und Gesellschaftswissenschaften zu überbrücken. Unter Berücksichtigung der Arbeiten von Klaus Fuchs-Kittowski und Rafael Capurro betrachtete er den Informationsbegriff als komplex zusammengesetzt und evolutionär, der bei physikalischen Ursache-Wirkungsstrukturen beginnt und mit vieldeutigen gesellschaftlichen Informationsprozessen endet. Dazwischen hat Fleissner die computerbasierte Informationsverarbeitung eingeordnet.
Eine der wichtigsten Forschungsarbeiten, die auch international bekannt wurde, war die erste Studie über die Verbreitung von Mikroelektronik in Österreich. Die Arbeit benützte als Methode eine Kombination eines Input-Output- und eines Ökonometrie-Modells. Das Projekt wurde an der Österreichischen Akademie der Wissenschaften unter seiner Leitung durchgeführt. Der Nobelpreisträger Wassily Leontief schrieb darüber in einem Artikel „The Distribution of Work and Income“ im Scientific American (September 1982, S. 152-164): „No comparable study has yet been completed for the U.S. economy. […] The Austrian study presents the best model available for projection of conditions in the U.S. of 1990.“ (S. 164). Er hat Fleissner sogar in Wien angerufen, ihn später zu sich an die New York University eingeladen und mit Fleissner intensiv diskutiert.
Ein weiteres Gebiet der Forschungsarbeiten von Fleissner bezieht sich auf mathematische Simulationsmodelle im Bereich gesellschaftlicher Systeme, wie z. B. von Volkswirtschaften im Systemübergang wie DDR/Neue Bundesländer, Slowakei, Polen und Vietnam, aber auch Simulationsmodelle für die österreichische Wirtschaft, zur Planung von Kindergärten oder zur Produktionsplanung von Speicherchips der Siemens AG.
Seit dem Aufkommen digitaler Technologien untersuchte er am Internationalen Institut für Angewandte Systemanalyse (IIASA) und später mit seinem Team an der Österreichischen Akademie der Wissenschaften die Verbreitung von Mikroelektronik und ihre sozialen Folgen in den Produktionsstätten und im Bürobereich (z. B. Einsatz der digitalen Drucktechnik, numerisch gesteuerte Maschinen bzw. Industrieroboter in Österreich). Später weitete er seine Untersuchungen auf digitale Netze aus.
Eine enge Forschungskooperation entwickelte Fleissner zu dem Dresdener Physiker und Informatiker Hardwin Jungclaussen, einem nahen Verwandten der weltbekannten Physiker Heinrich Hertz und Gustav Hertz. Dieser ist über mehrere Jahre wiederholt nach Wien in das Institut von Fleissner gekommen, um Studierende im relativ neuen Bereich Gepulste neuronale Netze (engl.: Spiking neural networks) zu betreuen. Überdies hat Jungclaussen bis kurz vor seinem Tod viele seiner Manuskripte vor ihrer Veröffentlichung zur Durchsicht und Kritik an Fleissner gesandt. Fleissner hat ihn auch des Öfteren in Dresden in seinem Haus hoch über der Elbe besucht und dort intensive Fachgespräche geführt.
Österreich wurde 1995 Mitglied der Europäischen Union, und Fleissner wurde am Ende einer umfangreichen Ausschreibung mit 60 Bewerbern 1997 auf eine Stelle am Institute for Prospective Technological Studies (IPTS) der Gemeinsamen Forschungsstelle der Europäischen Kommission in Sevilla (Spanien) berufen. Als Leiter der Abteilung „Technology, Employment, Competitiveness and Society“ konnte er an der Ausarbeitung der EU-Politik auf diesem Gebiet beratend mitzuwirken.
Im Jahr 2000 übernahm Fleissner die Position eines Abteilungsleiters an der neugegründeten Europäischen Stelle zur Beobachtung von Rassismus und Fremdenfeindlichkeit (EUMC) in Wien, einer Agentur der Europäischen Union. Er leitete dort bis 2004 den Bereich „Research and Networking“.
Seit 2006 ist Peter Fleissner im Ruhestand, er setzt jedoch seine wissenschaftlichen Arbeiten fort. Von 2006 bis 2008 war er Vorstandsvorsitzender des Instituts für Machtforschung in Wien, das von Christine Bauer-Jelinek gegründet wurde. Mitgründer und Vorsitzender des Vereins transform!at war er von 2006 bis 2016.

## Mitgliedschaften und Ehrungen (Auswahl)
- 1974 Austrian Society for Future Studies
- 1983 Beirat für gesellschafts-, wirtschafts- und umweltpolitische Alternativen
- 1983 Gesellschaft für Wirtschafts- und Sozialkybernetik
- 1983 Austrian Society for Statistics
- 1987 Boston Computer Society
- 1988 International Input-Output-Society
- 1990 Austrian Computer Society
- 1991 Interuniversitary Institute for Research and Education, IFF
- 1993 World Future Society
- 1994 Society of the American Computer Machinery
- 1994 Austrian Institute for Ecology
- 1996 Institute for Sustainable Development
- 2000 Member of the Research Group on Unified Theory of Information (UTI) - Association for the Advancement of Information Sciences
- 2002 Wahl zum Mitglied der Gelehrtengesellschaft Leibniz-Sozietät der Wissenschaften zu Berlin, begründet durch Gottfried Wilhelm Leibniz im Jahre 1700.
- 2024 Heinz-von-Foerster-Preis der Deutschen Gesellschaft für Kybernetik, Informations- und Systemtheorie

## Familie
Vater Franz Fleissner (1912–2003) war in den späten zwanziger Jahren als 15-jähriger mit den Eltern nach Brasilien ausgewandert, wobei dessen Vater bereits auf der Hinreise verstarb. Nach Rückkehr und Bäckerlehre ging Franz Fleissner zum österreichischen Bundesheer. Er konnte beim Fronteinsatz von Stalingrad sowie aus der englischen Kriegsgefangenschaft fliehen, wurde dem österreichischen Grenzschutz zugeteilt und war schließlich Finanzbeamter in der Steueraufsichtsstelle Hainburg. Seine Mutter Gertrud Sabine Fleissner, geborene Eder (1922–1989) war eine Tochter des Bürgermeisters von Hainburg, der mehrere Häuser und Gärten besaß, vor allem aber ein einträgliches Geschäft am Hauptplatz. Sie konnte daher als Lehrerin in Wien ausgebildet werden. Das Ehepaar Fleissner hatte die beiden Söhne Peter (* 1944) und Franz (* 1949), letzterer lebt ebenfalls in Wien und arbeitete am Allgemeinen Krankenhaus in der HNO-Abteilung als medizinisch-technischer Assistent.
Peter Fleissners Partnerinnen waren Renate Wolkow (akademische Malerin; Tochter Agnes, * 1967), Elisabeth Moebius (Koryphäe im Wiener Staatsopernballett, verstorben 2011; Söhne Gregor, * 1979 und Paul, * 1981), Mireille Geloen (Leiterin französischer Kulturinstitute in Deutschland, verstorben 2016). Er ist seit 2017 mit Gertraud Bolius (Professorin an einer berufsbildenden höheren Schule) verheiratet.
Die international interessierende Fragestellung, ob auch am Computer Neues entstehen kann, wurde durch Peter Fleissner in einer speziellen Arbeit gemeinsam mit seinen beiden Söhnen Gregor und Paul durch Angabe eines Beispiels (Der blinde Springer) positiv beantwortet.
Die wissenschaftliche Ahnenreihe von Peter Fleissner geht zurück bis auf den Vater von Gottfried Wilhelm Leibniz.

## Publikationen (Auswahl)
Fleissner hat über 400 Publikationen vorgelegt, darunter 20 Monographien (die Hälfte mit Koautoren), über 100 herausgegebene Beitragsbände oder Sondernummern von Zeitschriften (die Hälfte mit Koeditoren) und über 70 begutachtete Zeitschriftenartikel (die Hälfte mit Koautoren).
- Das Österreichische Gesundheitswesen im ökonomischen, demographischen und politischen Kontext. Göttingen: Vandenhoeck & Ruprecht 1977, ISBN 3-525-11234-3.
- Berger, E., Donner, M., Fleissner, P., Naschold, F. et al.: Systemanalyse des Gesundheitswesens in Österreich. Eine Studie über Entstehung und Bewältigung von Krankheit im entwickelten Kapitalismus, durchgeführt im Auftrag des Bundeskanzleramts am Institut für Höhere Studien. Wien: Fachverlag für Wirtschaft und Technik 1978. 2 Bände, ISBN 3-900089-71-X.
- Dell’mour, R., Fleissner, P. et al.: Makroökonomische Aspekte der Mikroelektronik. In: Bundesministerium für Wissenschaft und Forschung (Hrsg.): Mikroelektronik – Anwendungen, Verbreitung und Auswirkungen am Beispiel Österreichs. S. 56 – 94, Wien – New York: Springer-Verlag, 1981, ISBN 3-211-81679-8 New York – Wien: Springer-Verlag, 1981, ISBN 0-387-81679-8.
- Systems Approach to Appropriate Technology Transfer. Proceedings of the IFAC Symposium. Vienna, Austria, 21-23 March 1983. Oxford, New York: Pergamon Press 1983, ISBN 0-08-029979-2.
- Dell'Mour, R., Fleissner, P., Hofkirchner, W., Kolm, P., and Sint, P.P.: Industrieroboter in Österreich. Vienna: Verlag des Österreichischen Gewerkschaftsbundes 1984, ISBN 3-7035-0279-7.
- Fleissner, P., Deppe, F. (Eds.): Arbeiterklasse - gibt´s die noch? Vienna: Verlag für Gesellschaftskritik 1985, ISBN 3-900351-46-5.
- Altzinger, W., Bauer, J., Fleissner, P. et al.: Wege zur Vollbeschäftigung. Vienna: Verlag für Gesellschaftskritik 1985, ISBN 3-900351-49-X.
- Fleissner, P. (Ed.): Technologie und Arbeitswelt in Österreich. Vienna: Verlag des Österreichischen Gewerkschaftsbundes 1987, Vol. 1: ISBN 3-7035-0326-2, Vol. 2: ISBN 3-7035-0327-0, Vol. 3: ISBN 3-7035-0328-9, Vol. 4: ISBN 3-7035-0329-7.
- Althaler, K.S., Altzinger, W., Fleissner, P. et al.: Wege aus der Arbeitslosigkeit. Vienna: Falter Verlag 1987, ISBN 3-85439-060-2. Three editions.
- Bruckmann, G., Fleissner, P. (Eds.): Am Steuerrad der Wirtschaft - Ein ökonometrisch-sozialkybernetisches Modell für Österreich. Vienna: Springer Verlag 1989, ISBN 3-211-82165-1, 0-387-82165-1.
- Fleissner, P., Ludwig, U. (Eds.): Ostdeutsche Wirtschaft im Umbruch - Computersimulation mit einem systemdynamischen Modell. Braunschweig/Wiesbaden: Vieweg Verlag 1992, ISBN 3-528-05192-2.
- Fleissner, P. (Ed.): Input-Output-Analyse - Eine Einführung in Theorie und Anwendungen. Vienna: Springer Verlag 1993 (mit W. Böhme, H.-U. Brautzsch, J. Höhne, J. Siassi und K. Stark), ISBN 3-211-82435-9.
- Fickl, S., Fleissner, P., Grundwald H., Hofkirchner, W., Höltl, A., Leutgöb, K., Mühlberger, M., Pohl, M., Steininger, K., Steurer, A.: Ökonomisch-ökologische Modellbildung. Im Auftrag des Bundesministeriums für Umwelt, Jugend und Familie, Institut für Gestaltungs- und Wirkungsforschung der TU-Wien. Vienna: Schriftenreihe der Sektion 1 des BMUJF, Vol 2, 1993, ISBN 3-901305-2-5.
- Fleissner, P. (Ed.): The Transformation of Slovakia: The Dynamics of Her Economy, Environment, and Population. (project team consisting of St. Adamec, St. Condik, F. Hajnovic, J. Haluska, K. Leutgöb, J. Meszaros, M. Olexa und J. Orsagova). Hamburg: Verlag Dr. Kovac 1994, ISBN 3-86064-178-X.
- Dimitrov, D., Dimitrova, S., and Fleissner, P.: Technologietransfer und ökonomisch-technische Kooperation in den 90er Jahren. Eine empirisch-analytische Untersuchung der Zusammenarbeit zwischen Österreich und Bulgarien. Frankfurt/Main: Verlag Peter Lang 1995, ISBN 3-631-48967-6.
- Fleissner, P., Hofkirchner, W., Pohl, M., Purgathofer, P.: Men´s Work, Tomorrow Award Winning Paper, produced by Futuroscope, Poitier, France 1996, ISBN 3-901742-00-X.
- Fleissner, P., Hofkirchner, W., Müller, H., Pohl, M., Stary, Ch.: Der Mensch lebt nicht vom Bit allein. Frankfurt/Main: Verlag Peter Lang 1996, 2. Auflage 1997, ISBN 3-631-31702-6.
- Fleissner, P., Choc, M. (Eds.): Datensicherheit und Datenschutz - technische und rechtliche Perspektiven. Innsbruck: Studien Verlag, 1996, 2. Auflage 1997, ISBN 3-7065-1164-9.
- Fleissner, P., Nyíri, J. C. (Eds.): Austria and Hungary. Historical Roots and Present Developments. Philosophy of Culture and the Politics of Electronics Networking - Volume 1. Innsbruck; Wien; Budapest: Studien Verlag and Áron Kiadó 1999, ISBN 3-7065-1303-X, ISBN 963 85864 6 X Ö, ISBN 963-85864-7-8.
- Fleissner, P., Nyíri, J. C. (Eds.): Cyberspace. A New Battlefield for Human Interests. Philosophy of Culture and the Politics of Electronic Networking - Volume 2. Innsbruck; Wien; Budapest: Studien Verlag and Áron Kiadó 1999, ISBN 3-7065-1304-8, ISBN 963 85864 6 X Ö, ISBN 963-85864-8-6.
- Fleissner, P., Romano, V. (Hg.): Digitale Medien - neue Möglichkeiten für Demokratie und Partizipation? series: network - cultural diversity and new media, vol 7. Berlin: trafo Verlag Dr. Weist 2007, ISBN 3-89626-553-9.
- Fleissner, P., Wanek, N. (Hg.): BruchStücke. Kritische Ansätze zu Politik und Ökonomie im globalisierten Kapitalismus. Materialien zur Ringvorlesung Sommersemester 2008 an der Universität Wien. Berlin: trafo Verlag Dr. Weist 2009, ISBN 978-3-89626-837-2.
- Exner, A., Fleissner, P., Kranzl, L., Zittel, W. (Hg.): Kämpfe um Land. Gutes Leben im post-fossilen Zeitalter. Wien: Mandelbaum Verlag, Reihe Kritik und Utopie 2011, ISBN 978-3-85476-603-2.
- Exner, A., Fleissner, P., Kanzl, L., Zittel, W. (Eds.): Land and Resource Scarcity - Capitalism, Struggle and Well-being in a World without Fossil Fuels. Series: Routledge Studies in Environmental Policy. Routledge, London/New York 2013, ISBN 978-0-415-63061-0, ISBN 978-0-203-09756-4 (E-Book).
- Fleissner, Peter Karl: Peter Fleissners Abecedarium: Arbeit, Banken, Demokratie, Europa, Politische Ökonomie, Religion, Utopie und Zukunft. Edition Volksstimme. Wien 2015, ISBN 978-3-9503485-2-1.
- Nähern wir uns einer Gesellschaft ohne Geld? In: Projektgruppe Die Gesellschaft nach dem Geld (Hg.), Postmonetär denken - Eröffnung eines Dialogs. Springer VS, Wiesbaden 2019, S. 333–359.
- Are We Approaching a Moneyless Society? In: Project society after money (eds.) society after money - a dialogue. Bloomsbury New York etc. 2019, pp 325-348.